# Abdulrahim Abdulhamid
Abdulrahim Abdulhamid –en árabe, عبد الرحيم عبد الحميد– (nacido el 31 de marzo de 1990) es un deportista bareiní que compitió en taekwondo. Ganó una medalla de bronce en los Juegos Asiáticos de 2006 en la categoría de –54 kg.

## Palmarés internacional
| Juegos Asiáticos | Juegos Asiáticos | Juegos Asiáticos  | Juegos Asiáticos |
| Año              | Lugar            | Medalla           | Categoría        |
| ---------------- | ---------------- | ----------------- | ---------------- |
| 2006             | Doha (Catar)     | Medalla de bronce | –54 kg           |